# Sơn tra
Sơn tra hay còn gọi chua chát, gan, pom rừng (danh pháp khoa học: Malus doumeri) là loài thực vật có hoa trong họ Hoa hồng. Loài này được Désiré Georges Jean Marie Bois mô tả khoa học lần đầu tiên năm 1904 với danh pháp Pyrus doumeri và mẫu vật thu thập tại miền trung Việt Nam, sau đó vào năm 1920 được Auguste Jean Baptiste Chevalier chuyển sang chi Malus.

## Danh pháp đồng nghĩa
- Docynia doumeri (Bois) C.K.Schneid.
- Eriolobus doumeri (Bois) C.K.Schneid.
- Malus asiatica var. argutiserrata Hu & F.H.Chen
- Malus formosana Kawak. & Koidz.
- Malus laosensis (Cardot) A.Chev.
- Pyrus doumeri Bois
- Pyrus formosana Kawak. & Koidz. ex Hayata
- Pyrus laosensis Cardot
- Pyrus melliana Hand.-Mazz.

## Phân bố
Phân bố trong khu vực đồng rừng ở độ cao 1.000-2.000 m tại Trung Quốc (Quảng Đông, Quảng Tây, Quý Châu, Hồ Nam, Giang Tây, Chiết Giang, Vân Nam), Đài Loan, Việt Nam (từ Cao Bằng tới Lâm Đồng), Lào.